# 四式重型轟炸機
三菱 Ki-67“飞龙”轰炸机是大日本帝国陆军飛行戰隊在二战期间所使用的双引擎轰炸机。由于该机从日本皇纪2604年（1944年）开始进入现役，因此也被称为“四式重型轰炸机”，而盟军则称其为「Peggy」。

## 發展
日本陆军航空队从1941年开始寻求九七式重轟炸機的後繼后继机型。军方的要求是，新的轰炸机必须拥有不亚于战斗机的高速度和机动性。Ki-67的开发由三菱公司的小澤久之丞工程师负责。Ki-67具备了過去日本轟炸機缺乏的自封油箱和装甲，在開發上三菱團隊亦應用了開發一式陸攻的經驗。
需要注意的是，由于设计思路的不同，日本陸軍的轟炸機並不以載彈量見長；日軍的設計主流是提倡轟炸機應具有可擺脫戰鬥機的機動力，並採用反覆轟炸的方式將敵軍機場等空中有生武力給摧毀，並且在最大載彈量之下仍能維持很長的航程，實際定位仍介於戰術轟炸機與對地攻擊機的角色。這就反映在了酬載表現，同樣是13噸級的飛機，飛龍的载弹量甚至不如美国的中型轰炸机（B-25可以携带2722公斤炸弹，B-26则是1814公斤，就连被视作攻击机的A-20也能够挂载907公斤炸弹）。
作为优点之一，Ki-67可以作出长时间的续航距离。在开发之际，根据陆军当初提出的要求，关于续航距离只追求平凡的性能。不过，也有之前开发吞龍重轟炸機的时候寻求了「超过3,000km的续航距离」这样的意见。对于这个要求性能，三菱的工程师们从之前的经验认识到续航距离的重要性，在开发时独自提出超过陆军要求的目标，完成的Ki-67的航续距离为3,800km。3,800km的航续距离虽然比不上海军的陆上攻击机，但是对到那时为止，是陆军使用九七式重轟炸機的2,700km，吞龍重轟炸機的3,000km的续航能力都要特别提高，Ki-67的飞行性能和强而有力的武装和防弹装备，也引起了海军的关注。
Ki-67極速為538公里/小時，除了拥有极好的抗打击能力外，在速度接近643公里/小时的高速俯冲中仍能保留极好的操纵性，持续爬升能力也出类拔萃，更不用说那“不亚于战斗机”的机动性了。无论是盘旋角速度，最小盘旋半径和低速下的盘旋性能等决定飞机机动性的硬性指标都超过了一般的双发飞机。由于该机的机动性能是如此出众，三菱重工在其基础上开发出了Ki-109双引擎重型截击机。
Ki-67的機背旋转炮塔内安装了一门20毫米Ho-5机炮，加上机头、腰部兩側、機尾各一挺12.7毫米Ho-103重机枪。部分型號機尾安裝了20毫米機砲；早期型號的機腹安裝有7.7毫米八九式機槍。除了可以用来进行水平轰炸外，Ki-67还可以在机身下外挂一枚800公斤鱼雷对敌舰实施鱼雷攻击。
1944年2月，日本海軍成立指揮下的陸軍雷擊隊命名为「靖國部隊」，內部將Ki-67非正式的稱為「靖國」。在二战的最后阶段，日本帝国海军欲在该机的基础上开发出大洋反潛巡邏機，用以对抗十分活跃的美国潜艇部队
到战争结束时为止，日本共生产了767架Ki-67，但也有资料称不包括Ki-67改和特攻型在內，則只生产了698架而已。

## 實戰
1944年10月，当美国第三舰队开始对台湾和琉球群岛发起攻击时，Ki-67作为日軍最犀利的反击武器之一第一次出现在盟军眼中。其後「靖國部隊」也參與了多次夜間雷擊。
在台灣航空戰中，作為「T部隊」的機種，在夜間攻擊美軍艦隊時僅取得些微戰果。
之后，Ki-67又陆续出现在冲绳，中国大陆。1944年12月25、26日，作为日军义烈空降部队的一部分，参与攻击塞班，提尼安和关岛上驻有B-29的机场。为了执行这种任务，日本計畫对Ki-67 I做特别的改造，包括在机身下安装了三门由飞行员遥控发射的三十度倾斜角20毫米火炮，并在飞机尾部安装了一门20毫米機炮，机身两侧和背部的炮塔内换成了13.2毫米三式重机枪，并在机身内加装了更多的燃料。尽管如此，由于飞往美军机场的路途遥远，义号作战仍可以说是一种有去无回的自杀性任务。
在战争的最后阶段，日军还在Ki-67的基础上发展了专用的特攻型用於参加神风特攻。據前富嶽特攻部队成员森山准尉說，他曾目击到将Ki-67挂上两枚800公斤炸弹转换成Ki-67改特攻机参与冲绳作战。

## 各种改型
- Ki-67 I : 原型機，共生产十九架，用于测试各种不同的武器配置方案。
- Ki-67 I 四式重爆一型甲「飛龍」:  主要的生产型号，三菱重工生产587架，川崎重工生产97架，立川陆军兵工厂生产1架。其中420架经改装后用于对美国舰队的鱼雷攻击。
- Ki-67 一型乙: 機尾安裝二門12.7毫米Ho-103機槍。
- Ki-67 一型改: 装有三菱Ha-104 Ru引擎的实验型号，共生产三架。
- Ki-67 I「無線電制導炸彈母機」 : 在机身下挂载“伊號一型甲”无线电制導空對地火箭的实验型号，只生产了一架。
- Ki-67 特攻型: 专用于特攻任务的改进型，取消了機身的炮塔，但在机身内可以挂载2枚800公斤炸弹或2900公斤炸药。
- Ki-67 長程轟炸機型: 機翼延長，廢除機身砲塔。僅為紙上計劃。
- Ki-67 对地攻击型:  在机身下安装了三门由飞行员遥控发射的三十度倾斜角20毫米火炮，并在飞机尾部安装了一门20毫米機炮，机身两侧和背部的炮塔内换成了13.2毫米三式重机枪，计划用于参加攻击美军駐有B-29基地的“义号作战”。該計畫仅停留在纸面上。
- Ki-67 II : Ki-67 I的改进型，僅有原型機，装有两台2400匹马力的三菱 Ha-214引擎，共生产两架。
- Ki-67 曳航型: 用於拖曳「Ku-7」滑翔機的試驗型號。
- 「靖國」: 海军使用的Ki-67，其內部的非正式稱呼。
- Ki-69: 重型護航戰鬥機。僅止於計劃。
- Ki-97: 輸送機，僅止於計劃。
- Ki-109 夜间战斗机原型機: 由Ki-67 I 修改而来的夜间战斗机。计划以两架飞机组成基本作战单位在夜间拦截美国轰炸机。Ki-109甲装有雷达或探照灯和无线电收发装置，主要用于探测目标。而另一架Ki-109乙型，機首和機背各有37毫米Ho 203機砲一門。该计划仅仅停留在纸面上，并没有制造出原型机。在原本的計畫中，要讓這二架型號組成獵殺轟炸機的隊伍，前者負責攻擊，後者負責索敵。
- Ki-109 昼间战斗机原型機: 由Ki-67 I 修改而来的昼间战斗机原型。该机在机头安装有一门88式75毫米重型火炮，但防御武器则减少到只剩机尾的一挺12.7毫米Ho-103机枪。该机的动力为两台1900马力的三菱 Ha-104 或带有涡轮增压装置的 Ha-104 Ru 引擎，共生产两架。
- Ki-109 重型截擊機型: Ki-109的生产型。除了尾部的机枪外取消了其他自卫武器，也没有炸弹舱。三菱重工共生产了22架这一型号的飞机，但本型機由於高空性能差劣而無法執行原本高空攔截B-29重型轟炸機的任務，在日本論述中本型號飛機在二戰末期戰鬥中反而是專注在獵殺美軍運兵船為主。
- Ki-112: 用於護航轟炸機的全木製重型戰鬥機，裝有八門12.7毫米機槍和一門20毫米機砲。僅止於計畫。
- Ki-167 「樱花弹母機」:  特攻机，在驾驶舱后方的机身内安装一枚6393磅重的铝热剂炸弹。炸弹的形状确保了冲击波可以传递到爆炸地点前方一英里处，杀伤半径984英尺。该机主要被用来攻击地面上的装甲部队，共生产两架。
- Q2M1 「大洋」: 海军以Ki-67為基礎發展出來的型號，计划用于反潜作战。该机安装有3式1型磁探仪，三式甲-6型雷达和其它电子探测装备，动力为两台1850匹马力的三菱“火星”25 乙型发动机以及六叶螺旋桨，可挂载鱼雷或深水炸弹。该项目同样仅停留在纸面上。

## 使用國家

### 戰時
日本
- 大日本帝國陸軍

- 大日本帝國海軍

### 戰後
印度尼西亞
- 印尼空軍

## 相关内容
- 九六式陸上攻擊機
- 九七式重轟炸機
- 百式重轟炸機